# Onosma mertensioides
Onosma mertensioides är en strävbladig växtart som beskrevs av Ivan Murray Johnston. Onosma mertensioides ingår i släktet Onosma och familjen strävbladiga växter. Inga underarter finns listade i Catalogue of Life.